# Fan Čen-tung
Fan Čen-tung (* 22. ledna 1997) je čínský profesionální stolní tenista, který je v současnosti světovou jedničkou ve dvouhře mužů podle žebříčku Mezinárodní federace stolního tenisu (ITTF). Poté, co se v roce 2012 jako nejmladší člen připojil k čínskému národnímu týmu ve stolním tenisu, se stal také nejmladším mistrem ITTF World Tour a nejmladším mistrem světa ve stolním tenisu. Od listopadu 2015 se na 29 měsíců dostal na první místo ve světovém žebříčku. Fanův útočný styl hry zahrnuje rychlou práci nohou a silné forhendové údery. Jeho podsaditá postava mu od fanoušků a komentátorů vynesla přezdívku „Little Fatty“ (čínsky Siao Pchang). Díky jeho rychlému vzestupu mezi nejlepší hráče stolního tenisu si získal velkou základnu fanoušků po celém světě a má více než půl milionu sledujících na čínské sociální síti Weibo. V roce 2016 vyhrál cenu ITTF Star Point Award.

## Herní styl a vybavení
Fan je sponzorovaný značkou Stiga. Nicméně používá dřevo Butterfly Viscaria, ale právě kvůli svému sponzorovi používá držátko Stiga Infinity VPS V. Na forhendové straně používá černý potah DHS Hurricane 3 neo National Blue Sponge a na bekhendu červený Butterfly Dignics 05.
Fan je pravák s evropským držením pálky (Shake-Hand grip) a útočným herním stylem. Jeho herní styl je často přirovnáván k jeho staršímu krajanovi Ma Longovi. Kromě toho, že byl trénován trenéry národního týmu, byl trénován také hráči Wang Haem a Ma Linem.

## Úspěchy
| Rok  | událost                                        | Místo konání                   | Disciplína    | Disciplína                | Disciplína |
| Rok  | událost                                        | Místo konání                   | Dvouhra       | Čtyřhra                   | tým        |
| ---- | ---------------------------------------------- | ------------------------------ | ------------- | ------------------------- | ---------- |
| 2013 | Mistrovství světa ve stolním tenise            | Paříž, Francie                 | Nejlepších 32 | -                         | -          |
| 2014 | Mistrovství světa družstev ve stolním tenisu   | Tokyo, Japonsko                | -             | -                         | Vítěz      |
| 2015 | Světový pohár ve stolním tenisu (týmy)         | Dubaj, Spojené arabské emiráty | -             | -                         | Vítěz      |
| 2015 | Mistrovství světa ve stolním tenise            | Suzhou, Čína                   | Semifinále    | Druhé místo (s Zhou Yu )  | -          |
| 2015 | Světový pohár ve stolním tenisu (dvouhra mužů) | Halmstad, Švédsko              | Druhé místo   | -                         | -          |
| 2016 | Mistrovství světa družstev ve stolním tenisu   | Kuala Lumpur, Malajsie         | -             | -                         | Vítěz      |
| 2016 | Světový pohár ve stolním tenisu (dvouhra mužů) | Saarbrücken, Německo           | Vítěz         | -                         | -          |
| 2017 | Mistrovství světa ve stolním tenise            | Düsseldorf, Německo            | Druhé místo   | Vítěz (s Xu Xinem )       | -          |
| 2018 | Světový pohár ve stolním tenisu (týmy)         | Londýn, Anglie                 | -             | -                         | Vítěz      |
| 2018 | Mistrovství světa družstev ve stolním tenisu   | Halmstad, Švédsko              | -             | -                         | Vítěz      |
| 2018 | Světový pohár ve stolním tenisu (dvouhra mužů) | Paříž, Francie                 | Vítěz         | -                         | -          |
| 2019 | Mistrovství světa ve stolním tenise            | Budapešť, Maďarsko             | Rd ze 16      | Semifinále (s Ding Ning ) | -          |
| 2019 | Světový pohár ve stolním tenisu (týmy)         | Tokyo, Japonsko                | -             | -                         | Vítěz      |
| 2019 | Světový pohár ve stolním tenisu (dvouhra mužů) | Chengdu, Čína                  | Vítěz         | -                         |            |
| 2020 | olympijské hry                                 | Tokyo, Japonsko                | Druhé místo   | -                         | Vítěz      |

| Rok  | událost                                   | Místo konání          | Disciplína     | Disciplína                | Disciplína | Disciplína                             |
| Rok  | událost                                   | Místo konání          | Mužská dvouhra | Mužská čtyřhra            | Mužský tým | Smíšená čtyřhra                        |
| ---- | ----------------------------------------- | --------------------- | -------------- | ------------------------- | ---------- | -------------------------------------- |
| 2013 | Asijská mistrovství ve stolním tenise     | Pusan, Jižní Korea    | Čtvrtfinále    | Semifinále (s Chen Meng ) | Vítěz      | -                                      |
| 2014 | Asijský pohárový turnaj ve stolním tenise | Wuhan, Čína           | Druhé místo    | -                         | -          | -                                      |
| 2014 | Asijské hry                               | Incheon, Jižní Korea  | Druhé místo    | Druhé místo (s Xu Xinem ) | Vítěz      | -                                      |
| 2015 | Asijský pohárový turnaj ve stolním tenise | Jaipur, Indie         | Druhé místo    | -                         | -          | -                                      |
| 2015 | Asijská mistrovství ve stolním tenise     | Pattaya, Thajsko      | Vítěz          | Vítěz (s Xu Xinem )       | Vítěz      | Vítěz (smíšená čtyřhra s Chen Mengem ) |
| 2017 | Asijská mistrovství ve stolním tenise     | Wuxi, Čína            | Vítěz          | Vítěz (s Lin Gaoyuan )    | Vítěz      | -                                      |
| 2017 | Asijský pohárový turnaj ve stolním tenise | Ahmedabad, Indie      | Druhé místo    | -                         | -          | -                                      |
| 2018 | Asijský pohárový turnaj ve stolním tenise | Yokohama, Japonsko    | Vítěz          | -                         | -          | -                                      |
| 2018 | Asijské hry                               | Jakarta, Indonésie    | Vítěz          | -                         | Vítěz      | -                                      |
| 2019 | Asijský pohárový turnaj ve stolním tenise | Yokohama, Japonsko    | Vítěz          | -                         | -          | -                                      |
| 2019 | Asijská mistrovství ve stolním tenise     | Yogyakarta, Indonésie | Semifinále     | Druhé místo (s Xu Xinem ) | Vítěz      | -                                      |

| Rok  | Místo konání                    | Disciplína     | Disciplína                   | Disciplína                |
| Rok  | Místo konání                    | Mužská dvouhra | Mužská čtyřhra               | Smíšená čtyřhra           |
| ---- | ------------------------------- | -------------- | ---------------------------- | ------------------------- |
| 2013 | Dauhá, Katar                    | Nejlepších 32  | Osmifinále                   | －                        |
| 2013 | Changchun, Čína                 | Čtvrtfinále    | －                           | －                        |
| 2013 | Spała, Polsko                   | Vítěz          | Čtvrtfinále                  | －                        |
| 2013 | Brémy, Německo                  | Vítěz          | Čtvrtfinále                  | －                        |
| 2013 | Stockholm, Švédsko              | Druhé místo    | Čtvrtfinále                  | －                        |
| 2014 | Dubaj, Spojené arabské emiráty* | Semifinále     | －                           | －                        |
| 2014 | Kuvajt, Kuvajt                  | Vítěz          | Čtvrtfinále                  | －                        |
| 2014 | Dauhá, Katar                    | Osmifinále     | Semifinále                   | －                        |
| 2014 | Chengdu, Čína                   | Semifinále     | Vítěz                        | －                        |
| 2014 | Stockholm, Švédsko              | Vítěz          | Druhé místo                  | －                        |
| 2015 | Kuvajt, Kuvajt                  | Semifinále     | Semifinále                   | －                        |
| 2015 | Kobe, Japonsko                  | Semifinále     | Druhé místo                  | －                        |
| 2015 | Chengdu, Čína                   | Semifinále     | Vítěz                        | －                        |
| 2015 | Varšava, Polsko                 | Vítěz          | Osmifinále                   | －                        |
| 2015 | Stockholm, Švédsko              | Vítěz          | Druhé místo                  | －                        |
| 2015 | Lisabon, Portugalsko*           | Druhé místo    | －                           | －                        |
| 2016 | Kuvajt, Kuvajt                  | Semifinále     | Semifinále                   | －                        |
| 2016 | Dauhá, Katar                    | Druhé místo    | Vítěz                        | －                        |
| 2016 | Tokio, Japonsko                 | Vítěz          | Semifinále                   | －                        |
| 2016 | Inčchon, Jižní Korea            | Semifinále     | Semifinále                   | －                        |
| 2016 | Chengdu, Čína                   | Vítěz          | Druhé místo                  | －                        |
| 2016 | Dauhá, Katar*                   | Druhé místo    | －                           | －                        |
| 2017 | Dauhá, Katar                    | Druhé místo    | Čtvrtfinále                  | －                        |
| 2017 | Tokio, Japonsko                 | Druhé místo    | Semifinále                   | －                        |
| 2017 | Magdeburg, Německo              | Semifinále     | Čtvrtfinále                  | －                        |
| 2017 | Stockholm, Švédsko              | Druhé místo    | Vítěz                        | －                        |
| 2017 | Astana, Kazakhstan*             | Vítěz          | －                           | －                        |
| 2018 | Budapešť, Maďarsko              | Vítěz          | Vítěz (S Yu Ziyang)          | －                        |
| 2018 | Dauhá, Katar                    | Vítěz          | Vítěz (S Xu Xin)             | －                        |
| 2018 | Shenzhen, Čína                  | Druhé místo    | Vítěz (S Lin Gaoyuan)        | －                        |
| 2018 | Stockholm, Švédsko              | Vítěz          | Osmifinále (S Liang Jingkun) | －                        |
| 2018 | Linec, Rakousko                 | Semifinále     | Čtvrtfinále ( S Wang Chuqin) | －                        |
| 2018 | Inčchon, Jižní Korea            | Čtvrtfinále    | －                           | －                        |
| 2019 | Budapešť, Maďarsko              | Semifinále     | Druhé místo (s Lin Gaoyuan)  | －                        |
| 2019 | Shenzhen, Čína                  | Čtvrtfinále    | －                           | Prelim Rd 2 (s Ding Ning) |
| 2019 | Sapporo, Japonsko               | Semifinále     | Vítěz (s Xu Xin)             | Semifinále (s Ding Ning)  |
| 2019 | Busan, Jižní Korea              | Čtvrtfinále    | Vítěz (s Xu Xin)             | －                        |
| 2019 | Geelong, Australie              | Osmifinále     | Semifinále (s Xu Xin)        | －                        |
| 2019 | Stockholm, Švédsko              | Semifinále     | Vítěz (s Xu Xin)             | －                        |
| 2019 | Brémy, Německo                  | Vítěz          | Semifinále (s Lin Gaoyuan)   | －                        |
| 2019 | Linec, Rakousko                 | Vítěz          | Osmifinále (s Wang Chuqin)   | －                        |